# Croiseur cuirassé

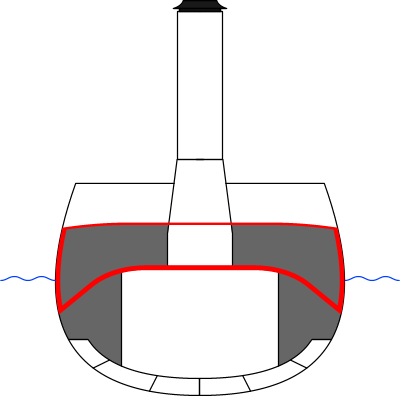
Coupe schématique d'un croiseur blindé typique avec un pont blindé supérieur et moyen et le flanc (en rouge), les soutes à charbon de protection latérale (gris) et un double-fond des compartiments étanches. Les machines étaient disposées dans le vide intérieur protégé.

Le croiseur cuirassé, ou croiseur blindé, est un type de croiseur, navire de guerre essentiellement développé entre 1875 et 1910. Il prend la suite du type croiseur protégé des années 1875 à 1890, qu'il surclassera très vite.
Son ultime évolution deviendra le croiseur de bataille.

## Nécessité historique
Le développement de l'obus explosif dans le milieu du XIXe siècle a vite rendu nécessaire le blindage des ponts et des bordés des croiseurs classiques de l'époque, mais aussi le cloisonnement étanche des soutes à charbon et des compartiments machines.
Après 1910, les croiseurs cuirassés furent rapidement surclassés par les gros canons des navires de type Dreadnought, nouveau cuirassé du début du XXe siècle, ou par le croiseur de bataille.

## Évolution
Les croiseurs cuirassés firent la différence dans la bataille d'Ulsan (1904), la guerre russo-japonaise (1904-1905) et la bataille de Tsushima (1905). Mais, dès 1907, ils devinrent vite dépassés quand la Royal Navy commença à engager les croiseurs de bataille de classe Invincible puis les cuirassés de classe Dreadnought. Ces deux derniers types de bâtiments de combats ont rendu obsolètes tous les croiseurs cuirassés des autres marines, mais également les nombreux croiseurs cuirassés de la Royal Navy.
La bataille de Coronel, au début de la Première Guerre mondiale, fut la dernière où les croiseurs cuirassés furent victorieux. Toutes les batailles ultérieures virent la suprématie des cuirassés de type Dreadnought et des croiseurs de bataille.
Durant la bataille des Falklands, les SMS Scharnhorst et SMS Gneisenau allemands furent coulés par les croiseurs de bataille britanniques HMS Invincible et HMS Inflexible.
Durant la bataille du Jutland, les HMS Warrior, HMS Defence et HMS Black Prince furent coulés par la marine allemande.
En 1920, quand se mit en place la numérotation moderne des navires de guerre, les croiseurs cuirassés américains encore existants furent fusionnés avec la catégorie croiseur protégé, abolissant la catégorie croiseur cuirassé aux États-Unis (voir la liste des codes des immatriculations des navires de l'US Navy).
En 1930, le traité naval de Londres abolit définitivement la catégorie de croiseur cuirassé (Armoured cruiser) et adopte les catégories « croiseur lourd » et « croiseur léger ».
Un seul croiseur cuirassé existe toujours : le Georgios Averoff, construit en 1909-11 pour la marine grecque et devenu un navire musée dans le port de Phalère proche d'Athènes.

### Marine française
Le premier véritable croiseur cuirassé français fut le Dupuy de Lôme lancé à Brest en 1887.
Les autres croiseurs cuirassés français de la Première Guerre mondiale furent :
- La classe Amiral Charner (1894) : Amiral Charner, Bruix, Chanzy et Latouche-Tréville,
- Le Pothuau (1897)
- La Jeanne d'Arc (1899)
- La classe Gueydon : Gueydon, Dupetit-Thouars et Montcalm
- La classe Dupleix : Dupleix, Desaix et Kléber
- La classe Gloire : Gloire, Sully, Condé, Amiral Aube et Marseillaise
- La classe Léon Gambetta : Gambetta, Jules Ferry et Victor Hugo
- Le Jules Michelet (1905)
- L’Ernest Renan (1906)
- La classe Edgar Quinet : Edgar Quinet et Waldeck-Rousseau
- Le Mulhouse ex-SMS Stralsund

- Croiseurs-cruisassés français sur Commons

### Marine impériale allemande

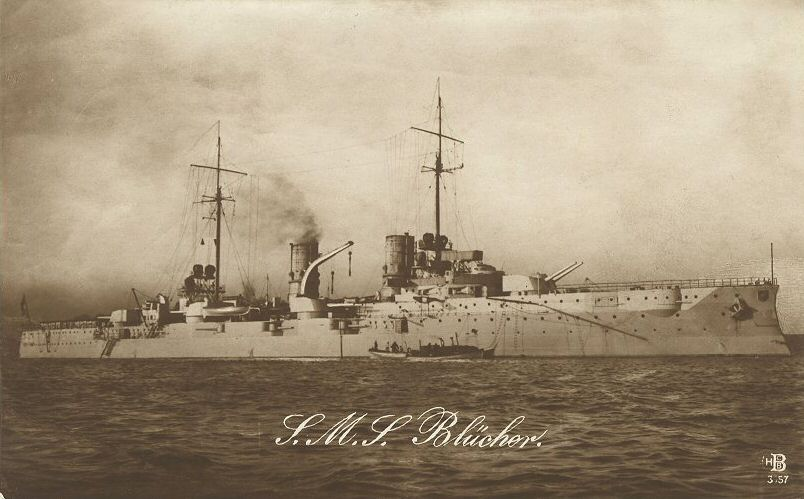
SMS Blücher (Allemagne)

Les premiers croiseurs cuirassés furent le SMS Fürst Bismarck (1900) et le SMS Prinz Heinrich (1902).
- La classe Prinz Adalbert comprenait le SMS Prinz Adalbert et le SMS Friedrich Carl (1904)
- La classe Roon comprenait le SMS Yorck (1905) et le SMS Roon (1906)

Le SMS Scharnhorst (1906), le Gneisenau (1908) et le Blücher furent les derniers croiseurs cuirassés à sortir des chantiers allemands.

### Marine impériale japonaise
Le premier croiseur cuirassé japonais fut le Chiyoda (1890). Suivirent les Yakumo...
Plusieurs classes furent construites ensuite : classe Asama, classe Izumo, classe Kasuga, classe Tsukuba et classe Ibuki.

### Marine austro-hongroise
- SMS Kaiserin und Königin Maria Theresia (1893)
- SMS Kaiser Karl VI (1900)
- SMS Sankt Georg (1903) - 1920

### Marine impériale de Russie

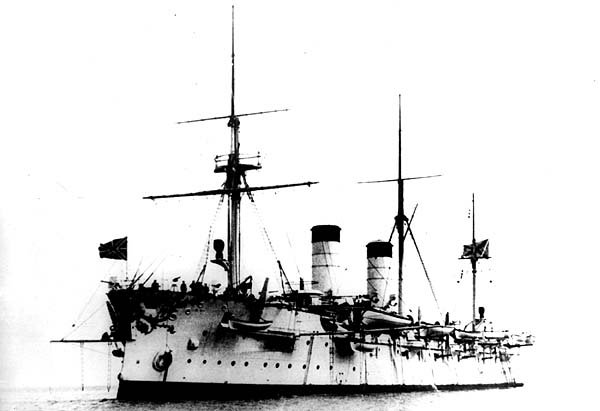
Riourik

Son premier croiseur cuirassé de classe Amiral général fut le Amiral général, armé en 1875. Comme son sister-ship, le Duc d'Édimbourg, opérationnel dès 1877, il ne put présenter de menace pour la suprématie des mers de la Royal Navy à cause de leur faible vitesse.
De nombreux croiseurs uniques furent fabriqués tels le Riourik, armé en 1895, qui fut coulé en 1904 lors de la guerre russo-japonaise, et le Gromoboï qui bénéficia d'une grande amélioration de son blindage et de ses pièces d'artillerie.
La dernière classe de croiseurs cuirassés russes fut la classe Bayan : Bayan, Amiral Makarov, Pallada et Bayan II.
Son dernier croiseur cuirassé construit en 1906 fut le Riourik.

### Royal Navy
Le premier croiseur cuirassé britannique fut le HMS Shannon lancé en 1877 des chantiers de Pembroke Dock.
Différentes classes de croiseurs blindés sortirent des différents chantiers britanniques :
- deux de classe Nelson : HMS Nelson, HMS Northumberland
- deux de Classe Imperieuse : Imperieuse (1883), Warspite
- sept de Classe Orlando : Orlando (1886)...
- six de Classe Cressy entre 1899 et 1901 : HMS Aboukir, HMS Hogue...
- dix de Classe Monmouth entre 1901 et 1903 : HMS Monmouth...
- six de Classe Devonshire entre 1903 et 1904 : HMS Antrim, HMS Argyll...
- six de Classe Duke of Edinburgh en 1905 :HMS Warrior, HMS Black Prince...
- trois de Classe Minautor en 1906-1907 : HMS Minotaur, HMS Shannon et HMS Defence

### US Navy

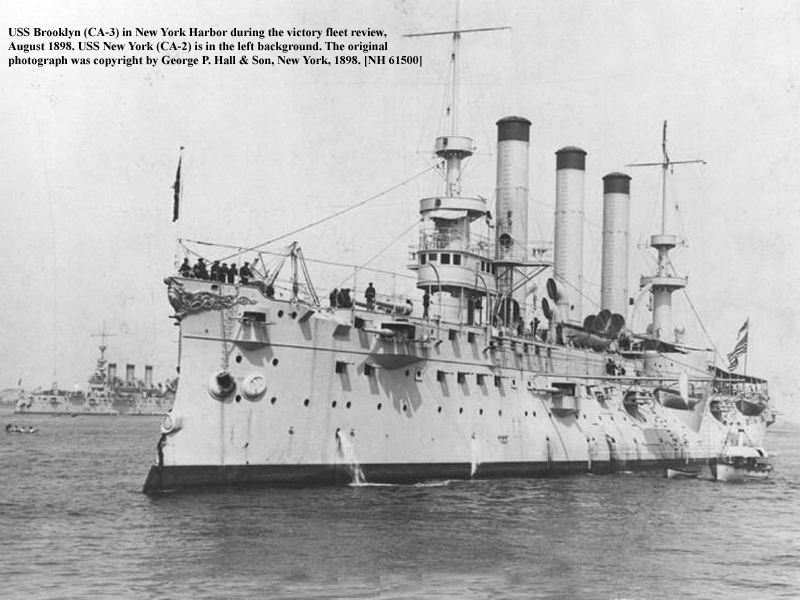
USS Brooklyn (ACR-3) au port de New York le 5 octobre 1898.

Le premier croiseur cuirassé de la marine américaine fut le USS Maine (ACR-1), lancé en 1889. Son explosion dans le port de La Havane, en 1898, déclencha la guerre hispano-américaine.
Il fut suivi par l'USS New York (ACR-2) et l'USS Brooklyn (ACR-3), versions améliorées du premier et lancées en 1896.
Après la guerre hispano-américaine, la marine américaine construisit six croiseurs blindés de classe Pennsylvania, puis quatre de classe Tennessee qui furent appelés les Big Ten.

### Autres pays

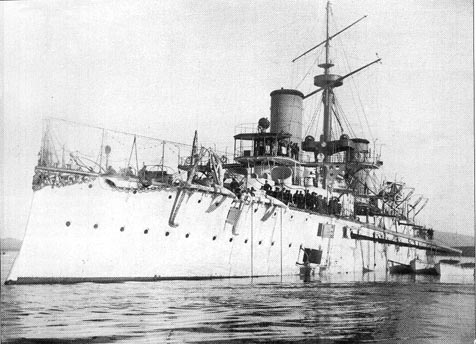
ARA Garibaldi (Argentine)

- Royal Australian Navy (Australie) : HMAS Australia (1913)
- Regia Marina (Italie) : classe Giuseppe Garibaldi
- Marine argentine (Argentine) : Garibaldi, San Martin, Belgrano, Pueyrrédon
- Armada espagnole (Espagne) : Cristóbal Colón, Emperador Carlos V, classe Infanta María Teresa et classe Cardenal Cisneros...
- Marine portugaise (Portugal) : Vasco de Gama (1876)
- Marine royale suédoise : HMS Fylgia